# Jégbarlang (település)
Jégbarlang románul: Ghețari, falu Romániában, Erdélyben, Fehér megyében.

## Fekvése
Felsőgirda mellett fekvő település.

## Története
Jégbarlang románul: Gheţari település az Erdélyi-középhegység egyik magasabb régiójában fekvő, elszórt, pár házból álló településeinek egyike, mely 1956 körül vált külön Felsőgirdától 110 lakossal.
1966-ban 80, 1977-ben 203, 1992-ben 126, a 2002-es népszámláláskor 116 román lakosa volt.